# 开放水域 (小说)
《开放水域》（Open Water）是凯莱布·阿祖马·纳尔逊（Caleb Azumah Nelson）创作的一部长篇小说，于2021年2月4日由维京出版社初版，2022年由企鹅图书再版。这是一部爱情小说，讲述了两名黑人之间的故事，探讨了种族、爱情和男子气概等主题。小说采用第二人称视角写作，主角在整个故事中始终没有给出名字。

## 剧情梗概
故事始于“你”（主角）走进一家酒吧，在那里你看到一位美丽的女子，而你的朋友认识她。你瞬间感到一种联系，于是请朋友介绍你们认识，朋友照做了，但你却发现你的朋友和这位女子正在交往。你得知她是一名舞者，她也了解到你是一名摄影师。几周后，你们再次相遇，她提议你们开始合作一部关于黑人的纪录片，你同意了，于是你们开始更频繁地见面。这些会面加深了你们之间的联系，你们逐渐了解彼此：你们都曾就读于私立学校，身为少数黑人学生的经历如何影响了你们；你们如何不得不找到一个爱好作为自己的安全空间，一个在日常的种族主义变得难以承受时可以逃离的地方。你们通过共同的生活经历产生了共鸣——因为肤色而遭受的不同对待；如何被视为“黑人躯体”而非真正的人；这又如何让你们感觉自己无处归属。这些共同的经历深化了你们的关系，感情也随之增长。她成了你的避风港，一个你可以倾诉、可以在她面前哭泣、可以做真实的自己而不会被评判的人。你可以为祖母的去世而哭泣，也可以为朋友的遇害而哭泣，因为她会在那里拥抱你。
那位女子和你的朋友分手了，尽管明知不对，你却开始更多地和她相处，你们的关系也变得更为亲密。然而，即使你们显然是天造地设的一对，总有某种东西阻碍着你们真正在一起。持续的恐惧和暴力束缚着你们，因为身为黑人意味着不平等，意味着不公正——不仅来自社会，也来自本应保护你们的警察。在整部书中，你目睹了各种展现不公正的情景，其中总有警察的身影。你曾多次遭遇警察，他们向你抛出莫须有的指控，因为他们早已在心理上将你归入某个框框——在那里，你只是一个“黑人躯体”，而非一个有名有姓的人。你目睹了这如何夺走你一些朋友的生命，而这又让你生活在持续的恐惧之中。敞开心扉、展现脆弱的恐惧阻碍着你——如果你甚至无法袒露自己的创伤、感受和恐惧，一段关系又如何能进展？这最终导致了你们的分手——你没有告诉她你的感受，而她觉得你把她拒之门外。这次分手让你变得麻木，生活中的音乐（意指情感与活力）也随她一同消失，你成了一具没有感觉的躯体，日复一日过着相同的生活。一年后，你终于鼓起勇气向她倾诉了你的恐惧和渴望，她也向你袒露了自己的恐惧。这让你生命中的音乐和情感重新回归，你为她、为你自己、也为你们两人一起流下了眼泪。

## 创作背景
纳尔逊不仅是作家也是摄影师。他在接受企鹅出版社的采访时谈到，为了创作《开放水域》，他回顾了自己拍摄的照片，描述这些照片带给他的感受以及它们所传达的信息。这一点也体现在书中，书中的主角是一位摄影师，通过镜头捕捉不同的瞬间；他不仅描述这些瞬间的样子，也描述它们带给人的感受。在同一次采访中，阿祖玛·尼尔森向出版商企鹅讲述了他写作这本书的背景。他说：“《开放水域》是一个爱情故事，但它同时也是对我所热爱的一切的颂歌：伦敦东南部、书籍、音乐和摄影、电影和美术。我想写一本读起来像一张专辑、像音乐一样的书，所以像肯德里克·拉马尔 (Kendrick Lamar)、索朗热 (Solange) 和 J·迪拉 (J Dilla) 这样的音乐人对这本书的构思至关重要。摄影也同样重要——我常常觉得，当我写作时，就像是把看到的那些瞬间的快照转为文字。”

## 评价与反响

### 书评
《开放水域》获得了《图书馆杂志》和《书单》的星级评论， 同时也获得了《科克斯书评》、《卫报》、 《纽约时报书评》、 《芝加哥书评》、 《华尔街日报》、《爱尔兰时报》、 《洛杉矶书评》、 《华盛顿独立书评》、 以及《出版人周刊》的积极评价。
作为一部处女作，该书被誉为“真正杰出”、“激动人心、雄心勃勃”、“令人窒息” 和“灼人心扉”。
《Guernica》的Mary Wang称赞了阿祖马·纳尔逊的写作，她说：“《开放水域》的叙述如爵士乐般流淌，穿插着循环、迂回和即兴发挥。人物的关系通过一系列快速浮现又消逝的画面勾勒出来，仿佛系在滚动的电影胶片上。”
《犁头》的Brady Brickner-Wood 给出了褒贬不一的评价，他指出这本书“充满精彩的思想和迷人的内心世界”，但它“难以调和其抒情风格和叙事野心，导致阅读体验引人入胜却略显失衡”。尽管有所批评，Brickner-Wood仍称《开放水域》是“一部颂扬黑人艺术并探讨代际创伤的感人小说”。
《时代杂志》将《开放水域》评为年度最佳小说之一， 《观察家报》则将其列为年度十佳处女作之一。

### 获奖情况
| 年份   | 奖项                       | 类别         | 结果       | 参考   |
| ------ | -------------------------- | ------------ | ---------- | ------ |
| 2021   | 《书单》杂志年度最佳处女作 | —            | 十佳       | [ 17 ] |
| 2021   | 科斯塔图书奖               | 最佳处女作奖 | 獲獎       | [ 12 ] |
| 2021   | 德斯蒙德·艾略特奖          | —            | 入围长名单 | [ 18 ] |
| 2021   | 水石书店年度图书           | —            | 入围短名单 | [ 19 ] |
| 2022年 | 贝蒂·特拉斯克奖            | —            | 获奖       | [ 20 ] |
| 2022年 | 萨默塞特·毛姆奖            | —            | 获奖       | [ 20 ] |